# Kurt Plarre

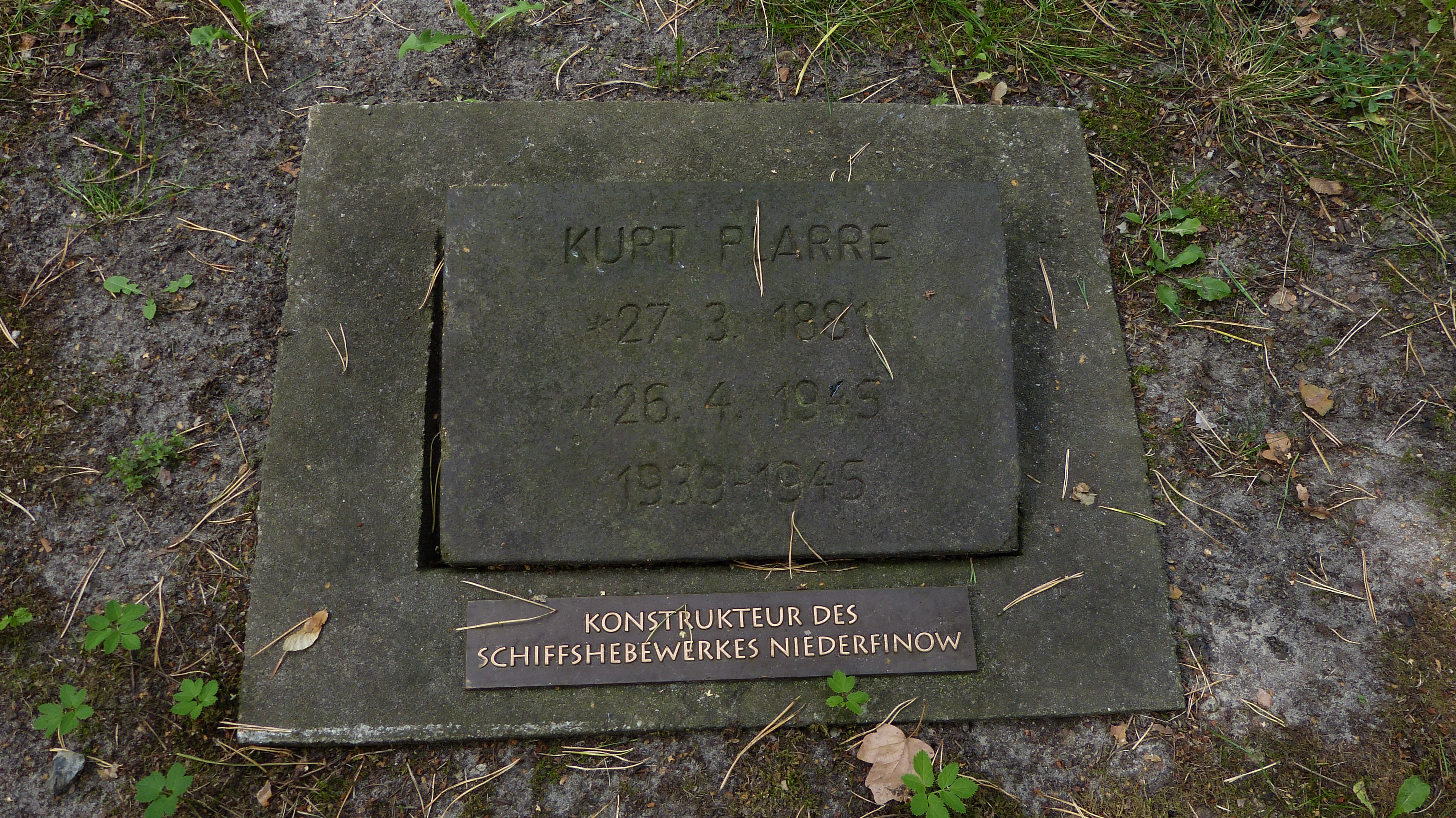
Grabstein auf dem Waldfriedhof Zehlendorf

Kurt Plarre (* 27. März 1881 in Gera; † 26. April 1945 in Berlin-Dahlem)  war ein deutscher Bauingenieur und staatlicher Baubeamter.
Plarre stammte aus einer angesehenen Lederfabrikanten-Familie in Gera. Er ging in Gera zur Schule und machte 1899 das Abitur. Er legte 1907 das zweite Staatsexamen ab und wurde zum Regierungsbaumeister (Assessor in der öffentlichen Bauverwaltung) ernannt, zu dieser Zeit war er in Duisburg-Ruhrort tätig.

## Leben und Werke
Später arbeitete er in Rang eines Regierungsbaurats im von ihm seit 1924 geleiteten Neubauamt Eberswalde der Reichswasserstraßenverwaltung. Plarre entwarf das 1934 eröffnete Schiffshebewerk Niederfinow und berichtete über dieses Projekt mehrfach in der Zeitschrift Die Bautechnik (in den Jahrgängen 1930 bis 1935). Nach der Auflösung des Neubauamts Eberswalde wurde er als Oberbaurat zur Wasserstraßenverwaltung nach Magdeburg versetzt, wo er am Bau des Schiffshebewerks Rothensee beteiligt war (Fertigstellung 1938). Danach war er als Ministerialrat in der Wasserstraßenverwaltung des Reichsverkehrsministeriums in Berlin tätig. 1944/1945 war er als Nachfolger von Leopold Ellerbeck Vorsitzender des Deutschen Ausschusses für Stahlbeton (DAfStb). Die Leitung des Ausschusses war in der Zwischenzeit vom Reichsverkehrsministerium auf den Generalinspektor für Wasser und Energie bzw. den Reichsminister für Rüstung übergegangen.
Er beging vor dem Einmarsch der Roten Armee in Berlin-Dahlem im April 1945 Suizid.